# Rafael Lima
Rafael Lima est un boxeur brésilien né le 9 mars 1983.

## Carrière
Sa carrière amateur est principalement marquée par deux médailles de bronze remportées aux Jeux panaméricains en 2015 dans la catégorie des poids super-lourds et aux Jeux panaméricains en 2007 dans catégorie des poids lourds.

## Palmarès

### Jeux panaméricains
- Médaille de bronze en +91 kg en 2015 à Toronto, Canada.
- Médaille de bronze en -91 kg en 2007 à Rio de Janeiro, Brésil.